# Budova bývalé Gdaňské banky ve Włocławku
Budova bývale Gdaňské banky ve Włocławku je historický činžovní dům ve Włocławku, který se nachází na křižovatce ulic Żabia a Królewiecka ve čtvrti Śródmieście.

## Historie

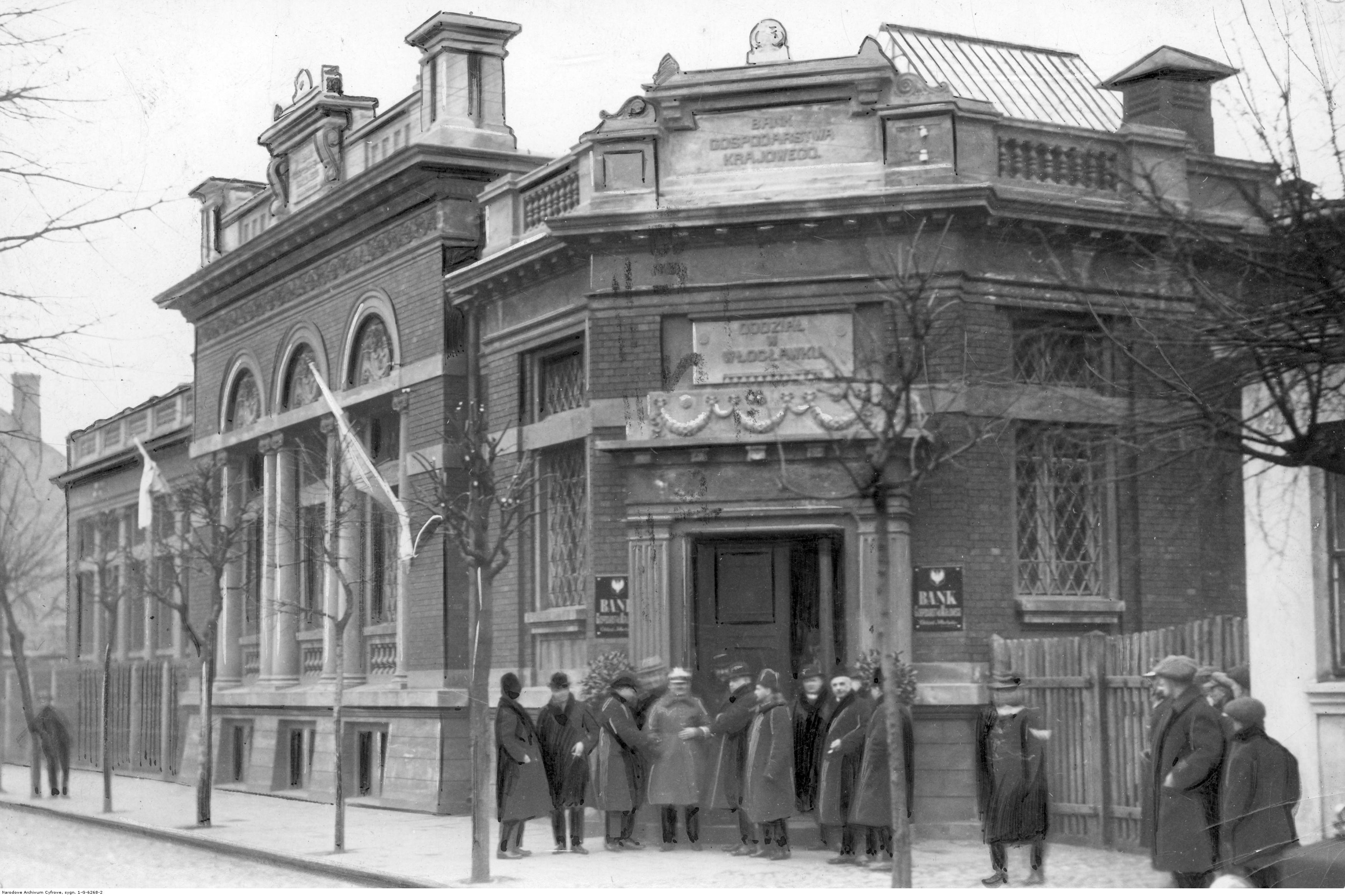
Otevření pobočky Banky Statního Hospodařství ve Wloclawku, 1928

Činžovní dům byl postaven v roce 1911 podle návrhu inženýra architekta Stanisława Paszkiewicze z Varšavy jako ředitelství włocławské společnosti Wzajemny Kredyt, které předsedal Ludwik Bauer. Investici provedla stavební firma Leon Bojańczyk, stavební firma ve Włocławku, pod dohledem architekta Antoniho Olszakowského. Od roku 1920 budova byla sídlem Kujawské banky SA ve Włocławku. V únoru 1928 budova se stála sídlem Banky státního hospodářství a v pozdějších letech sídlem Gdaňské banky.

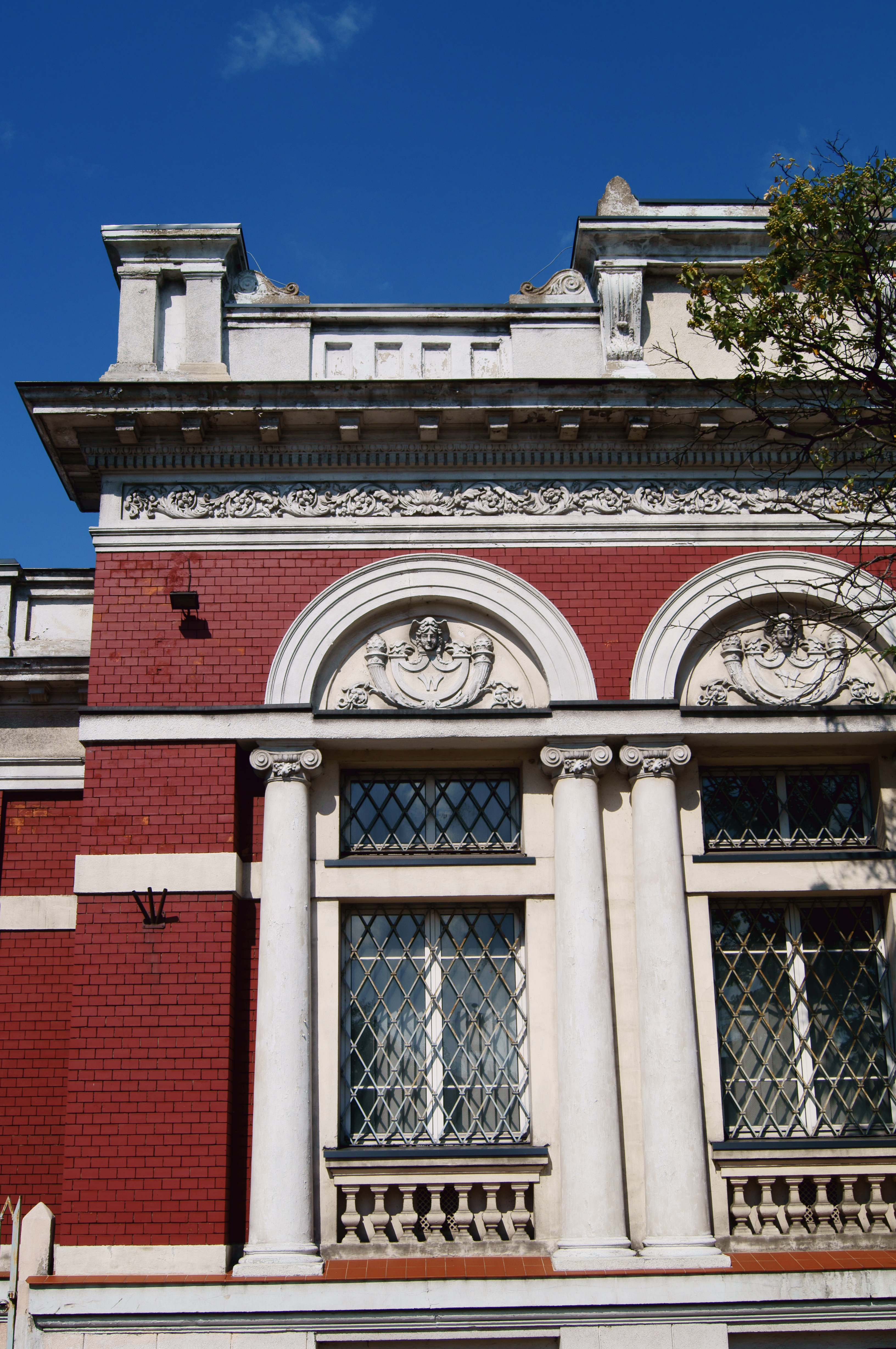
Nad okny jsou viditelná písmena integrovaná do dekorativních prvků činžovního domu.

22. listopadu 2019 se majitelem budovy stalo město Włocławek. V nadcházejících letech má být dům modernizován.

## Architektura
Jedná se o neorenesanční činžovní dům s bohatou štukovou výzdobou. V interiéru je pozoruhodná kruhová hala s bohatou štukovou výzdobou a dochovala se obrovská vrata trezoru ukrytého v podzemí.